# Buszów (powiat gorzowski)
Buszów (do 1945 niem. Hammer, Langestück) – wieś w Polsce położona w województwie lubuskim, w powiecie gorzowskim, w gminie Lubiszyn. Według danych z 2011 r. liczyła 14 mieszkańców. Od prawdopodobnie już XIV w. istniała tu kuźnica żelaza, czynna jeszcze w XVIII w. Wieś i majątek należały następnie do rodów von der Marwitz, von Mörner i von Treskow. Od 1945 leży w granicach Polski.
W latach 1975–1998 miejscowość należała administracyjnie do województwa gorzowskiego.

## Położenie
Zgodnie z podziałem fizycznogeograficznym Polski według Kondrackiego teren, na którym położony jest Buszów należy do prowincji Niziny Środkowoeuropejskiej, podprowincji Pojezierza Południowobałtyckiego, makroregionu Pradolina Toruńsko-Eberswaldzka oraz w końcowej klasyfikacji do mezoregionu Równina Gorzowska.
Miejscowość leży 25 km na północny zachód od Gorzowa Wielkopolskiego.

## Demografia
Ludność w ostatnich 3 stuleciach:

## Historia
- XIV w. – prawdopodobne powstanie kuźnicy przy drodze z Dolska do Buszowa, przy moście na rzece Myśli w górę rzeki, przed jej wpływem do jeziora Postne
- 1537 – pierwsza wzmianka o kuźnicy; mistrz Kranz nabywa obiekt na prawach dziedziczenia
- 1571 – po śmierci ojca kuźnicę posiada Markus Kranz; umowa podpisana przez margrabiego Jana Jerzego stanowi, że nowy właściciel posiada takie same prawa co poprzedni, tj. 1). wolne poszukiwanie rudy żelaza na terenie Nowej Marchii, 2). wolne pozyskiwanie w lasach drewna budowlanego, opałowego i do wypalania węgla drzewnego, 3). wypas 200 owiec w dobrach Schönebecków z Dolska, na ziemiach których kuźnica była położona, 4). wolny połów ryb na rzece Myśli aż po miejsce zwane Stackelfort, 5). wolne warzenie piwa
- Po 1572 – kuźnica należy do Achatiusa Tazinskyego z Luklawic (zm. 1600)
- 1600–1634 – kuźnica w rękach Casimira Tazinskyego, syna Achatiusa
- 1609 – potwierdzenie przez elektora Jana Zygmunta przywilejów z 1571 r.
- 1634 – kuźnicę nabywa radca rządowy Sturm
- 1655–1709 – zakładem kieruje kornet Thalheim i następnie jego syn
- 1709 – Buszów nabywa generał major Friedrich Wilhelm von der Marwitz i łączy z majątkiem w Dolsku[8]
- 1731 – Marwitzowie sprzedają majątek Dolsk wraz z Buszowem królewskiemu tajnemu radca sądowemu Hansowi Wilhelmowi von Mörner
- 1740–1756 – kuźnicę i folwark posiada ziemianin Schulz
- 1750 – w pobliżu kuźnicy zostaje założona wieś Briesenhorst (Brzeźno), w której osadzono kolonistów z Wirtembergii
- 1756–1768 – kuźnicę i folwark posiada właściciel okolicznych hut szkła Georg Zimmermann; według jednej wersji zaprzestał on produkcji w zakładzie, według drugiej – istniał on nadal co najmniej do 1792
- 1768–1772 – właścicielem majątku jest radca wojenny Gölle
- 1772–1778 – właścicielem majątku jest Achle
- 1778–1792 – właścicielem majątku jest Hoffmann
- 1792–1892 – folwark Buszów należy do majątku Dolsk rodziny von Treskow
- 1801 – wieś i majątek Buszów liczy 13 domostw i 161 mieszkańców; jest tu 4 budników, 10 komorników, kuźnia, młyn wodny nad Myślą; majątkiem zarządza Wilde[4]
- 1892–1930 – folwark Buszów należy do majątku Dolsk rodu von Voss-Dölzig
- Przed 1930 – Kreuz dzierżawi folwark Buszów od syna grafa Maxa von Voss-Dölzig, Karla-Achima.
- 1930 – Dolsk zostaje zakupiony przez towarzystwo osadnicze, a wraz z nim folwark Buszów; dokonana zostaje parcelacja ziemi na pojedyncze działki
- 29.12.1975 – po likwidacji gminy Różańsko, Buszów zostaje włączony do gminy Lubiszyn[9]

| Właściciel              | Lata       |
| ----------------------- | ---------- |
| Kranz                   | 1537-1571  |
| Markus Kranz            | 1571–1572? |
| Achatius Tazinsky       | 1572?–1600 |
| Casimir Tazinsky        | 1600–1634  |
| Sturm                   | 1634–1655  |
| Thalheim                | 1655–1709  |
| von der Marwitz         | 1709–1731  |
| Hans Wilhelm von Mörner | 1731–1740  |
| Schulz                  | 1740–1756  |
| Georg Zimmermann        | 1756–1768  |
| Gölle                   | 1768–1772  |
| Achle                   | 1772–1778  |
| Hoffmann                | 1778–1792  |
| von Treskow             | 1792–1892  |
| von Voss-Dölzig         | 1892–1930  |

## Nazwa
Hammer 1792, 1883, 1944; Buszów 1948.
Niemiecka nazwa Hammer oznacza ‘kuźnię’. Nazwa oboczna Langestück pochodzi od lang ‘długi’ oraz stück 'kawałek'.

## Administracja
- Buszów wchodzi w skład sołectwa Brzeźno-Buszów-Łąkomin

## Gospodarka
W 2013 r. liczba zarejestrowanych podmiotów gospodarczych wyniosła 2:
| Dział                                      | Liczba |
| ------------------------------------------ | ------ |
| rolnictwo, leśnictwo, łowiectwo i rybactwo | 1      |
| przemysł i budownictwo                     | 1      |
| pozostała działalność                      | 0      |